# Luís Pimentel
Luís Pimentel ou Luís Benigno Vázquez Fernández-Pimentel (Lugo, 1895 — 13 de fevereiro de 1958) foi um destacado poeta relacionado com a Geração de 27. Na sua obra aprecia-se uma síntese de movimentos vanguardistas.

Repousa no Cemitério San Foilán, em Lugo.
Na sua poesia observam-se influências do modernismo, de ismos vanguardistas, do simbolismo francês e do existencialismo de pós-guerra. Quanto à forma, destaca-se o verso livre, imagems vanguardistas, os paralelismos e as anáforas.

## Obras
- Triscos, Pontevedra: Colección Benito Soto, 1950.
- Sombra do aire na herba, Vigo: Ed. Galaxia, 1959) em língua galega.

Em castelhano escreveu Barco sin luces (Lugo: Ed. Celta, 1960), obra póstuma que recolhe poemas de 1927.